# Orges Shehi
Orges Shehi (Durrës, Condado de Durrës, 25 de septiembre de 1977) es un exfutbolista y entrenador de Albania. Jugaba de portero y su último equipo fue el KF Skënderbeu Korçë. Desde diciembre de 2024 es entrenador del F. C. Ballkani.

## Selección nacional
Representó en ocho ocasiones a su selección nacional.

## Clubes

### Como jugador
| Club                     | País    | Año       |
| ------------------------ | ------- | --------- |
| KS Teuta Durrës          | Albania | 1994-1998 |
| KF Bylis Ballsh (cedido) | Albania | 1998-1999 |
| KS Teuta Durrës          | Albania | 1999-2004 |
| KF Vllaznia              | Albania | 2004-2005 |
| FK Partizani Tirana      | Albania | 2005-2009 |
| KS Besa Kavajë           | Albania | 2009-2010 |
| KF Skënderbeu Korçë      | Albania | 2010-2018 |

### Como entrenador
| Club                | País    | Año       |
| ------------------- | ------- | --------- |
| KF Skënderbeu Korçë | Albania | 2018-2019 |
| FK Kukësi           | Albania | 2020      |
| KF Tirana           | Albania | 2021-2023 |
| FK Partizani Tirana | Albania | 2023-2024 |
| F. C. Ballkani      | Kosovo  | 2024-     |